# Championnats d'Europe de paracyclisme sur route
Les championnats d'Europe de paracyclisme sur route sont des compétitions de cyclisme sur route organisées par l'Union européenne de cyclisme et faisant concourir des cyclistes issus des pays membres de l'UEC

## Éditions
| Année | Lieu     | Ville/Région   |
| ----- | -------- | -------------- |
| 2021  | Autriche | Haute-Autriche |
| 2022  | Autriche | Haute-Autriche |
| 2023  | Pays-Bas | Rotterdam      |

## Médaillés
Pour l'explication sur les différentes catégories, voir la page Cyclisme handisport#Classification actuelle

### Hommes

#### Catégorie B
Course en ligne
| Épreuves | Or                                           | Argent                                            | Bronze                                                      |
| -------- | -------------------------------------------- | ------------------------------------------------- | ----------------------------------------------------------- |
| 2021     | Pays-Bas Tristan Bangma pilote : Patrick Bos | Pologne Marcin Polak pilote : Michał Ładosz       | Pologne Piotr Kołodziejczuk pilote : Marcin Białobłocki     |
| 2022     | Pays-Bas Tristan Bangma pilote : Patrick Bos | Belgique Milan Thomas pilote : Jonas Goeman       | Espagne Christian Venge Balboa pilote : Noel Martin Infante |
| 2023     | Pays-Bas Tristan Bangma pilote : Patrick Bos | Pays-Bas Vincent ter Schure pilote : Timo Fransen | Italie Fabio Colombo pilote : Paolo Totò                    |

Contre-la-montre
| Épreuves | Or                                           | Argent                                                      | Bronze                                                      |
| -------- | -------------------------------------------- | ----------------------------------------------------------- | ----------------------------------------------------------- |
| 2021     | Pays-Bas Tristan Bangma pilote : Patrick Bos | Pologne Marcin Polak pilote : Michał Ładosz                 | Pays-Bas Rick Veldkamp pilote : Rick Flens                  |
| 2022     | Pays-Bas Tristan Bangma pilote : Patrick Bos | Espagne Christian Venge Balboa pilote : Noel Martin Infante | Pologne Piotr Kołodziejczyk pilote : Marcin Białobłocki     |
| 2023     | Pays-Bas Tristan Bangma pilote : Patrick Bos | Pays-Bas Vincent ter Schure pilote : Timo Fransen           | Espagne Christian Venge Balboa pilote : Noel Martin Infante |

#### Catégorie C1
Course en ligne
| Épreuves | Or                  | Argent         | Bronze          |
| -------- | ------------------- | -------------- | --------------- |
| 2021     | Pierre Senska       | Michael Teuber | Bernardo Vieira |
| 2022     | Ricardo Ten Argilés | Pierre Senska  | Michael Teuber  |
| 2023     | Ricardo Ten Argilés | Michael Teuber | Bernardo Vieira |

Contre-la-montre
| Épreuves | Or                  | Argent              | Bronze          |
| -------- | ------------------- | ------------------- | --------------- |
| 2021     | Michael Teuber      | Pierre Senska       | Bernardo Vieira |
| 2022     | Michael Teuber      | Ricardo Ten Argilés | Pierre Senska   |
| 2023     | Ricardo Ten Argilés | Bernardo Vieira     | Andreas Zirkl   |

#### Catégorie C2
Course en ligne
| Épreuves | Or               | Argent              | Bronze                  |
| -------- | ---------------- | ------------------- | ----------------------- |
| 2021     | Ivo Koblasa      | Telmo Pinão         | Roger Bolliger          |
| 2022     | Alexandre Léauté | Matthew Robertson   | Maurice Far Eckhard Tió |
| 2023     | Alexandre Léauté | Nikolaos Papangelis | Maurice Far Eckhard Tió |

Contre-la-montre
| Épreuves | Or               | Argent                  | Bronze                  |
| -------- | ---------------- | ----------------------- | ----------------------- |
| 2021     | Ivo Koblasa      | Telmo Pinão             | Roger Bolliger          |
| 2022     | Alexandre Léauté | Maurice Far Eckhard Tió | Matthew Robertson       |
| 2023     | Alexandre Léauté | Nikolaos Papangelis     | Maurice Far Eckhard Tió |

#### Catégorie C3
Course en ligne
| Épreuves | Or                     | Argent                 | Bronze         |
| -------- | ---------------------- | ---------------------- | -------------- |
| 2021     | Steffen Warias         | Eduardo Santas Asensio | Valentin Sicot |
| 2022     | Finlay Graham          | Steffen Warias         | Stijn Boersma  |
| 2023     | Thomas Peyroton-Dartet | Hidde Buur             | Valentin Sicot |

Contre-la-montre
| Épreuves | Or                     | Argent                 | Bronze                 |
| -------- | ---------------------- | ---------------------- | ---------------------- |
| 2021     | Eduardo Santas Asensio | Steffen Warias         | Wolfgang Sacher        |
| 2022     | Florian Bouziani       | Finlay Graham          | Stijn Boersma          |
| 2023     | Matthias Schindler     | Eduardo Santas Asensio | Thomas Peyroton-Dartet |

#### Catégorie C4
Course en ligne
| Épreuves | Or                     | Argent        | Bronze                  |
| -------- | ---------------------- | ------------- | ----------------------- |
| 2021     | Mickaël Carlier        | Tobias Vetter | Fabio Bernasconi        |
| 2022     | Thomas Peyroton-Dartet | Patrik Kuril  | Oscar Higuera Rodriguez |
| 2023     | Damian Ramos Sanchez   | Patrik Kuril  | Gatien Le Rousseau      |

Contre-la-montre
| Épreuves | Or                 | Argent        | Bronze               |
| -------- | ------------------ | ------------- | -------------------- |
| 2021     | Mickaël Carlier    | Tobias Vetter | Fabio Bernasconi     |
| 2022     | Ronan Grimes       | Louis Clincke | Mickaël Carlier      |
| 2023     | Gatien Le Rousseau | Timothy Zemp  | Damian Ramos Sanchez |

#### Catégorie C5
Course en ligne
| Épreuves | Or                   | Argent            | Bronze               |
| -------- | -------------------- | ----------------- | -------------------- |
| 2021     | Franz-Josef Lässer   | Ondrej Strečko    | Jakob Klinge         |
| 2022     | Kévin Le Cunff       | Dorian Foulon     | Daniel Abraham Gebru |
| 2023     | Daniel Abraham Gebru | Martin van de Pol | Franz-Josef Lässer   |

Contre-la-montre
| Épreuves | Or             | Argent               | Bronze               |
| -------- | -------------- | -------------------- | -------------------- |
| 2021     | Jakob Klinge   | Fabian Döring        | Jurriën ten Kleij    |
| 2022     | Kévin Le Cunff | Dorian Foulon        | Daniel Abraham Gebru |
| 2023     | Dorian Foulon  | Daniel Abraham Gebru | Martin van de Pol    |

#### Catégorie H1
Course en ligne
| Épreuves | Or                   | Argent               | Bronze        |
| -------- | -------------------- | -------------------- | ------------- |
| 2021     | Alain Tuor           | Rafael Mikolajczyk   | Benjamin Früh |
| 2022     | Maxime Hordies       | Fabrizio Cornegliani | Benjamin Früh |
| 2023     | Fabrizio Cornegliani | Ernst Bachmaier      | Patrik Jahoda |

Contre-la-montre
| Épreuves | Or                   | Argent         | Bronze             |
| -------- | -------------------- | -------------- | ------------------ |
| 2021     | Patrik Jahoda        | Alain Tuor     | Rafael Mikolajczyk |
| 2022     | Fabrizio Cornegliani | Maxime Hordies | Patrik Jahoda      |
| 2023     | Fabrizio Cornegliani | Patrik Jahoda  | Benjamin Früh      |

#### Catégorie H2
Course en ligne
| Épreuves | Or                   | Argent               | Bronze          |
| -------- | -------------------- | -------------------- | --------------- |
| 2021     | Christophe Marchal   | Wolfgang Schattauer  | Florian Jouanny |
| 2022     | Sergio Garrote Muñoz | Florian Jouanny      | Manuel Scheichl |
| 2023     | Florian Jouanny      | Sergio Garrote Muñoz | Luca Mazzone    |

Contre-la-montre
| Épreuves | Or                   | Argent               | Bronze             |
| -------- | -------------------- | -------------------- | ------------------ |
| 2021     | Christophe Marchal   | Wolfgang Schattauer  | NC                 |
| 2022     | Florian Jouanny      | Sergio Garrote Muñoz | Christophe Marchal |
| 2023     | Sergio Garrote Muñoz | Florian Jouanny      | Luca Mazzone       |

#### Catégorie H3
Course en ligne
| Épreuves | Or              | Argent               | Bronze      |
| -------- | --------------- | -------------------- | ----------- |
| 2021     | Steffen Seifart | Heinz Frei           | Sidney Bito |
| 2022     | Martino Pini    | Luis García-Marquina | Mirko Testa |
| 2023     | Davide Cortini  | Vico Merklein        | Mirko Testa |

Contre-la-montre
| Épreuves | Or              | Argent               | Bronze            |
| -------- | --------------- | -------------------- | ----------------- |
| 2021     | Walter Ablinger | Heinz Frei           | Rafal Szumiec     |
| 2022     | Martino Pini    | Luis García-Marquina | Federico Mestroni |
| 2023     | Mark Mekenkamp  | Johan Quaile         | Mischa Hielkema   |

#### Catégorie H4
Course en ligne
| Épreuves | Or               | Argent           | Bronze           |
| -------- | ---------------- | ---------------- | ---------------- |
| 2021     | Joseph Fritsch   | Thomas Frühwirth | Fabian Recher    |
| 2022     | Joseph Fritsch   | Thomas Frühwirth | Mathieu Bosredon |
| 2023     | Mathieu Bosredon | Joseph Fritsch   | Thomas Frühwirth |

Contre-la-montre
| Épreuves | Or               | Argent            | Bronze            |
| -------- | ---------------- | ----------------- | ----------------- |
| 2021     | Thomas Frühwirth | Rafał Wilk        | Alexander Gritsch |
| 2022     | Thomas Frühwirth | Mathieu Bosredon  | Alexander Gritsch |
| 2023     | Thomas Frühwirth | Alexander Gritsch | Mathieu Bosredon  |

#### Catégorie H5
Course en ligne
| Épreuves | Or           | Argent        | Bronze          |
| -------- | ------------ | ------------- | --------------- |
| 2021     | Mitch Valize | Luis Costa    | Krzysztof Plewa |
| 2022     | Mitch Valize | Loïc Vergnaud | Krzysztof Plewa |
| 2023     | Tim de Vries | Mitch Valize  | Loïc Vergnaud   |

Contre-la-montre
| Épreuves | Or           | Argent          | Bronze       |
| -------- | ------------ | --------------- | ------------ |
| 2021     | Mitch Valize | Krzysztof Plewa | Luis Costa   |
| 2022     | Mitch Valize | Loïc Vergnaud   | Tim de Vries |
| 2023     | Mitch Valize | Loïc Vergnaud   | Tim de Vries |

#### Catégorie T1
Course en ligne
| Épreuves | Or              | Argent                | Bronze      |
| -------- | --------------- | --------------------- | ----------- |
| 2021     | Fabiano Wey     | NC                    | NC          |
| 2022     | Giorgio Farroni | Gonzalo García Abella | Roman Šejna |
| 2023     | Giorgio Farroni | Gonzalo García Abella | Petr Berger |

Contre-la-montre
| Épreuves | Or              | Argent                | Bronze       |
| -------- | --------------- | --------------------- | ------------ |
| 2021     | Fabiano Wey     | NC                    | NC           |
| 2022     | Giorgio Farroni | Gonzalo García Abella | David Geslot |
| 2023     | Giorgio Farroni | Gonzalo García Abella | Petr Berger  |

#### Catégorie T2
Course en ligne
| Épreuves | Or                    | Argent            | Bronze          |
| -------- | --------------------- | ----------------- | --------------- |
| 2021     | Hans-Peter Durst      | Friedrich Freytag | Theodor Matican |
| 2022     | Tim Celen             | Maximilian Jäger  | Benno Schmidt   |
| 2023     | Wolfgang Steinbichler | Joan Reinoso      | Jindřich Mašín  |

Contre-la-montre
| Épreuves | Or               | Argent                | Bronze           |
| -------- | ---------------- | --------------------- | ---------------- |
| 2021     | Hans-Peter Durst | Friedrich Freytag     | Theodor Matican  |
| 2022     | Maximilian Jäger | Tim Celen             | Hans-Peter Durst |
| 2023     | Joan Reinoso     | Wolfgang Steinbichler | Jindřich Mašín   |

### Femmes

#### Catégorie B
Course en ligne
| Épreuves | Or                                                | Argent                                            | Bronze                                          |
| -------- | ------------------------------------------------- | ------------------------------------------------- | ----------------------------------------------- |
| 2021     | Pologne Justyna Kiryła pilote : Aleksandrą Tecław | Pologne Dominika Putyra pilote : Ewa Bankowska    | Pologne Angelika Biedrzycka pilote : Ewą Bugdoł |
| 2022     | Irlande Katie-George Dunlevy pilote : Linda Kelly | Grande-Bretagne Sophie Unwin pilote : Jenny Holl  | Belgique Griet Hoet pilote : Anneleen Monsieur  |
| 2023     | Justyna Kiryła pilote : Aleksandrą Tecław         | Katarzyna Orzechowska pilote : Barbara Borowiecka | Otylia Marczuk pilote : Ewa Bankowska           |

Contre-la-montre
| Épreuves | Or                                               | Argent                                            | Bronze                                             |
| -------- | ------------------------------------------------ | ------------------------------------------------- | -------------------------------------------------- |
| 2021     | Pologne Dominika Putyra pilote : Ewa Bankowska   | Pologne Justyna Kiryła pilote : Aleksandrą Tecław | Russie Evgeniya Tsakhilova pilote : Olga Nikishina |
| 2022     | Grande-Bretagne Sophie Unwin pilote : Jenny Holl | Irlande Katie-George Dunlevy pilote : Linda Kelly | Pologne Justyna Kiryła pilote : Aleksandrą Tecław  |
| 2023     | Patrycja Kuter pilote : Aleksandrą Tecław        | Otylia Marczuk pilote : Ewa Bankowska             | Marianna Agostini pilote : Alice Gasparini         |

#### Catégorie C2
Course en ligne
| Épreuves | Or              | Argent             | Bronze          |
| -------- | --------------- | ------------------ | --------------- |
| 2022     | Flurina Rigling | Maike Hausberger   | Yvonne Marzinke |
| 2023     | Flurina Rigling | Christelle Ribault | Yvonne Marzinke |

Contre-la-montre
| Épreuves | Or                 | Argent           | Bronze          |
| -------- | ------------------ | ---------------- | --------------- |
| 2021     | Christelle Ribault | NC               | NC              |
| 2022     | Maike Hausberger   | Flurina Rigling  | Yvonne Marzinke |
| 2023     | Flurina Rigling    | Maike Hausberger | Yvonne Marzinke |

#### Catégorie C3
Course en ligne
| Épreuves | Or                 | Argent                | Bronze     |
| -------- | ------------------ | --------------------- | ---------- |
| 2022     | Anna Beck          | Daphne Schrager       | Élise Marc |
| 2023     | Antonella Incristi | Aniek van den Aarssen | NC         |

Contre-la-montre
| Épreuves | Or                 | Argent                | Bronze           |
| -------- | ------------------ | --------------------- | ---------------- |
| 2021     | Flurina Rigling    | Aniek van den Aarssen | Maike Hausberger |
| 2022     | Anna Beck          | Élise Marc            | Daphne Schrager  |
| 2023     | Antonella Incristi | Aniek van den Aarssen | NC               |

#### Catégorie C4
Course en ligne
| Épreuves | Or                     | Argent         | Bronze |
| 2022     |                        |                |        |
| -------- | ---------------------- | -------------- | ------ |
| 2023     | Franziska Matile-Dörig | Katell Alençon | NC     |

Contre-la-montre
| Épreuves | Or                     | Argent         | Bronze |
| 2022     |                        |                |        |
| -------- | ---------------------- | -------------- | ------ |
| 2023     | Franziska Matile-Dörig | Katell Alençon | NC     |

#### Catégorie C5
Course en ligne
| Épreuves | Or                  | Argent               | Bronze               |
| -------- | ------------------- | -------------------- | -------------------- |
| 2021     | Vanessa Laws        |                      |                      |
| 2022     | Crystal Lane-Wright | Kerstin Brachtendorf | Eleonora Mele        |
| 2023     | Heidi Gaugain       | Claudia Cretti       | Kerstin Brachtendorf |

Contre-la-montre
| Épreuves | Or                  | Argent               | Bronze         |
| -------- | ------------------- | -------------------- | -------------- |
| 2021     | Vanessa Laws        |                      |                |
| 2022     | Crystal Lane-Wright | Kerstin Brachtendorf | Eleonora Mele  |
| 2023     | Heidi Gaugain       | Kerstin Brachtendorf | Claudia Cretti |

#### Catégorie H1
Course en ligne
| Épreuves | Or              | Argent         | Bronze |
| -------- | --------------- | -------------- | ------ |
| 2022     | Simona Canapari | NC             | NC     |
| 2023     | Luisa Pasini    | Veronica Frosi | NC     |

Contre-la-montre
| Épreuves | Or              | Argent         | Bronze |
| -------- | --------------- | -------------- | ------ |
| 2022     | Simona Canapari | NC             | NC     |
| 2023     | Luisa Pasini    | Veronica Frosi | NC     |

#### Catégorie H2
Course en ligne
| Épreuves | Or             | Argent          | Bronze         |
| -------- | -------------- | --------------- | -------------- |
| 2022     | Roberta Amadeo | NC              | NC             |
| 2023     | Roberta Amadeo | Simona Canipari | Angela Procida |

Contre-la-montre
| Épreuves | Or             | Argent         | Bronze          |
| -------- | -------------- | -------------- | --------------- |
| 2022     | Roberta Amadeo | NC             | NC              |
| 2023     | Roberta Amadeo | Angela Procida | Simona Canipari |

#### Catégorie H3
Course en ligne
| Épreuves | Or                   | Argent               | Bronze        |
| -------- | -------------------- | -------------------- | ------------- |
| 2021     | Anna Oroszova        | Elisabeth Egger      | NC            |
| 2022     | Annika Zeyen         | Francesca Porcellato | Anna Oroszova |
| 2023     | Francesca Porcellato | Annika Zeyen         | Anna Oroszová |

Contre-la-montre
| Épreuves | Or            | Argent               | Bronze        |
| -------- | ------------- | -------------------- | ------------- |
| 2021     | Anna Oroszova | Kateřina Antošová    | NC            |
| 2022     | Annika Zeyen  | Francesca Porcellato | Anna Oroszova |
| 2023     | Annika Zeyen  | Francesca Porcellato | Anaïs Vincent |

#### Catégorie H4
Course en ligne
| Épreuves | Or              | Argent            | Bronze          |
| -------- | --------------- | ----------------- | --------------- |
| 2021     | Silke Pan       | Julia Dierkesmann | Cornelia Wibmer |
| 2022     | Jennette Jansen | Suzanna Tangen    | Sandra Stöckli  |
| 2023     | Giulia Ruffato  | Suzanna Tangen    | Jennette Jansen |

Contre-la-montre
| Épreuves | Or              | Argent         | Bronze              |
| -------- | --------------- | -------------- | ------------------- |
| 2021     | Sandra Graf     | Silke Pan      | Svetlana Moshkovich |
| 2022     | Jennette Jansen | Sandra Stöckli | Cornelia Wibmer     |
| 2023     | Jennette Jansen | Giulia Ruffato | Cornelia Wibmer     |

#### Catégorie H5
Course en ligne
| Épreuves | Or                 | Argent             | Bronze     |
| -------- | ------------------ | ------------------ | ---------- |
| 2021     | Chantal Haenen     | NC                 | NC         |
| 2022     | Chantal Haenen     | Ana Maria Vitelaru | Katia Aere |
| 2023     | Ana Maria Vitelaru | Andrea Eskau       | Katia Aere |

Contre-la-montre
| Épreuves | Or             | Argent             | Bronze     |
| -------- | -------------- | ------------------ | ---------- |
| 2021     | Chantal Haenen | NC                 | NC         |
| 2022     | Chantal Haenen | Ana Maria Vitelaru | Katia Aere |
| 2023     | Andrea Eskau   | Ana Maria Vitelaru | Katia Aere |

#### Catégorie T1
Course en ligne
| Épreuves | Or                | Argent            | Bronze |
| -------- | ----------------- | ----------------- | ------ |
| 2022     | Marieke van Soest | Pavlína Vejvodová | NC     |
| 2023     | Pavlína Vejvodová | NC                | NC     |

Contre-la-montre
| Épreuves | Or                | Argent            | Bronze |
| -------- | ----------------- | ----------------- | ------ |
| 2022     | Marieke van Soest | Pavlína Vejvodová | NC     |
| 2023     | Pavlína Vejvodová | NC                | NC     |

#### Catégorie T2
Course en ligne
| Épreuves | Or                | Argent                | Bronze    |
| -------- | ----------------- | --------------------- | --------- |
| 2021     | Marieke van Soest | NC                    | NC        |
| 2022     | Celine van Till   | Jana Majunke          | Emma Lund |
| 2023     | Celine van Till   | Angelika Dreock-Käser | Emma Lund |

Contre-la-montre
| Épreuves | Or                    | Argent                | Bronze                |
| -------- | --------------------- | --------------------- | --------------------- |
| 2021     | Angelika Dreock-Käser | Marieke van Soest     | NC                    |
| 2022     | Celine van Till       | Jana Majunke          | Angelika Dreock-Käser |
| 2023     | Celine van Till       | Angelika Dreock-Käser | Emma Lund             |

### Mixte
Catégorie H1-5 en relais
| Épreuves | Or                                                      | Argent                                                             | Bronze                                                    |
| -------- | ------------------------------------------------------- | ------------------------------------------------------------------ | --------------------------------------------------------- |
| 2022     | France- Ludovic Narce - Florian Jouanny - Loïc Vergnaud | Italie- Federico Mestroni - Francesca Porcellato - Diego Colombari | Allemagne- Vico Merklein - Annika Zeyen - Johannes Herter |
| 2023     | France- Johan Quaile - Anaïs Vincent - Joseph Fritsch   | Italie- Federico Mestroni - Francesca Porcellato - Diego Colombari | Allemagne- Vico Merklein - Annika Zeyen - Andrea Eskau    |